# Jarkko Tuomala
Jarkko Tuomala, né le 12 octobre 1961, à Kotka, en Finlande, est un ancien joueur de basket-ball finlandais. Il évolue au poste d'ailier